# Ruffey-sur-Seille
Ruffey-sur-Seille es una comuna francesa situada en el departamento de Jura, en la región de Borgoña-Franco Condado.

## Demografía
| 556 | 520 | 507 | 558 | 602 | 736 | 751 |
| Para los censos de 1962 a 1999 la población legal corresponde a la población sin duplicidades (Fuente: INSEE [Consultar]) |     |     |     |     |     |     |